# Catocala nymphagoga
Catocala nymphagoga és una espècie de papallona nocturna de la subfamília Erebinae i la família Erebidae.

## Distribució
Es troba al sud d'Europa, de Bulgària fins a la península Ibèrica i de vegades més al nord com a migrant. També a l'Anatòlia i al nord d'Àfrica.

## Descripció
Fa 35-43 mm d'envergadura alar.
Els adults volen de juny a l'agost, depenent de la ubicació.

## Plantes nutrícies
Les larves alimenten d'espècies de Quercus.

## Galeria

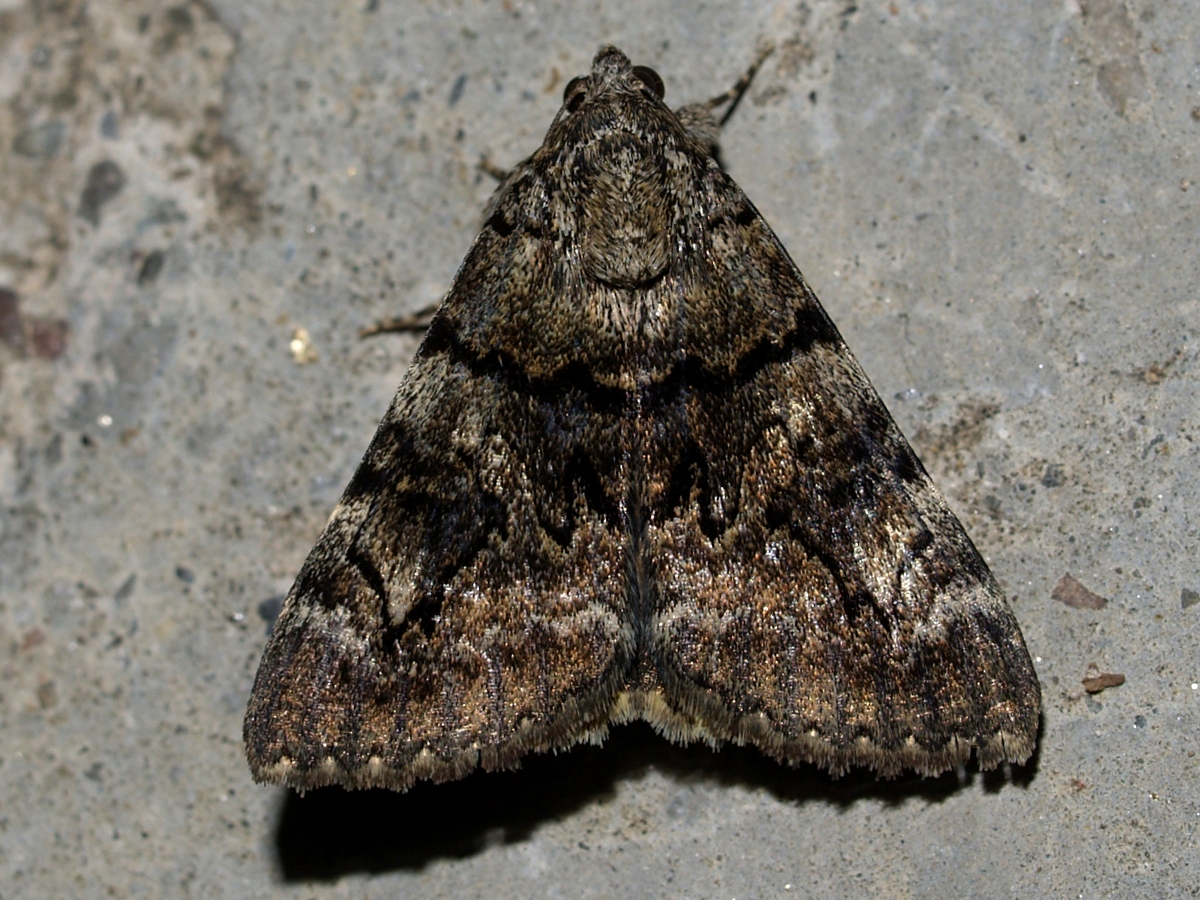
Catocala nymphagoga
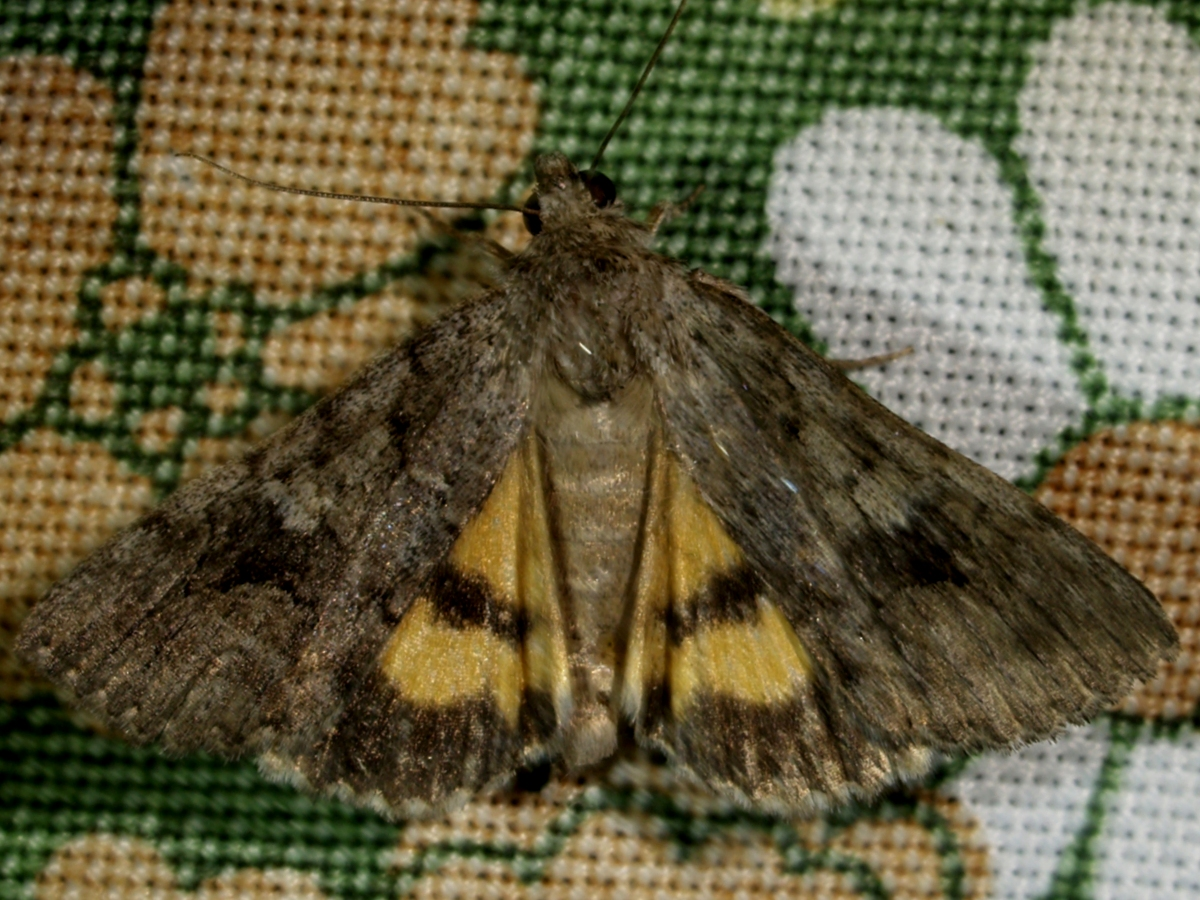
Catocala nymphagoga